# Жерар Латортю
Жерар Латортю (фр. Gérard Latortue; 19 червня 1934 — 27 лютого 2023) — гаїтянський політик, дипломат та педагог, прем'єр-міністр Гаїті з березня 2004 до червня 2006 року. Упродовж багатьох років був офіційним представником Гаїті в ООН, а також нетривалий час 1988 року займав пост міністра закордонних справ в адміністрації Леслі Маніги.